# Josep Vergés i Vallmajor
Josep Vergés i Vallmajor (Badalona, 1875-San Vicente de Montalt, 1951) fue un político español, alcalde de la ciudad de Badalona desde el 12 de abril de 1910 hasta el 1 de enero de 1912. Militó en la Lliga Regionalista.

## Alcaldía
Accedió a la alcaldía tras la renuncia de Leopold Botey Vila. Su alcaldía estuvo marcada por un periodo de crisis derivada de la Semana Trágica de 1909, las crónicas de la época explican que destacaba por su generosidad con la gente más necesitada, ya que la alcaldía asistió la manutención básica a los vecinos que quedaron desprotegidos facilitando comida y hospicio.
Su mandato estuvo también marcado por el naufragio de dos barcas de la ciudad en 1911, donde murieron once pescadores. En motivo de este accidente, el alcalde puso en marcha varias acciones solidarias para con las familias afectadas, procurando pensiones de viudedad a las esposas de los pescadores y asistencia a los hijos de los fallecidos.
La popularidad de Vergés quedó patente el día en que dejaba la alcaldía, puesto que el acto de despedida, según relata la prensa de la época, parecía una procesión fúnebre. El nomeclator de la ciudad aprobó en 2010 la dedicación de un espacio público en memoria de Josep Vergés.